# Wil Wheaton
Richard William Wheaton III detto Wil (Burbank, 29 luglio 1972) è uno scrittore, doppiatore e attore statunitense, che tra i ruoli televisivi di maggior rilievo vanta la presenza nel cast fisso di Star Trek TNG e quello di sé stesso in The Big Bang Theory.

## Biografia

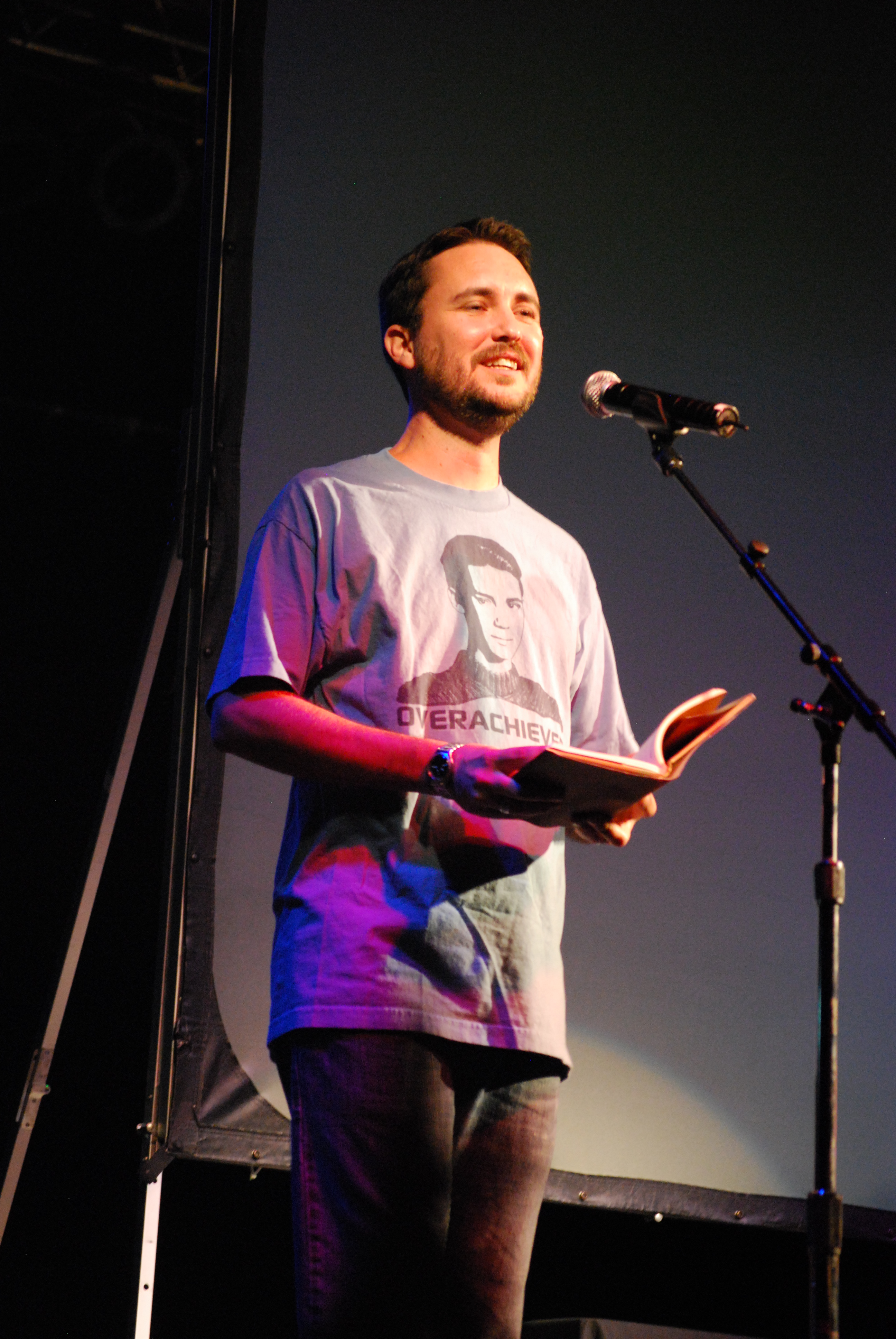
Wil Wheaton a San Diego nel 2010

Wil Wheaton è nato a Burbank dal medico Richard William Wheaton Jr. e dall'attrice Debbie O'Connor. Attore fin da bambino, ha ricoperto i suoi primi ruoli prima dell'adolescenza. Oltre che attore, è anche autore di diversi libri e doppiatore (uno dei personaggi da lui doppiati è Menma in Naruto).
Nel 1987 entra a far parte del cast regolare di Star Trek: The Next Generation, in cui interpreta il personaggio del guardiamarina in servizio sulla USS Enterprise Wesley Crusher.
Dopo la fine di TNG, Wheaton è tornato nella parte di Wesley Crusher solamente nel quarto film con protagonista l'equipaggio comandato da Jean-Luc Picard, Star Trek - La nemesi (Star Trek: Nemesis, 2002), nel cortometraggio Star Trek the Tour (2008) e nell'episodio Addio (2022) della seconda stagione della serie televisiva Star Trek: Picard.
Il personaggio di Wesley Crusher è particolarmente impopolare tra i fan di Star Trek, che lo considerano una  Mary Sue e un alter ego di Gene Roddenberry, il cui secondo nome era appunto Wesley, trovando antipatica l'idea di un ragazzo che sembra costantemente salvare l'intera nave stellare, divenendo il deus ex machina di ogni storia. Questa accoglienza da parte dei fan di Star Trek ha provocato un effetto negativo su Wil Wheaton, che a tale proposito ha scritto: «Quando ero giovane, la gente mi dava filo da torcere per il personaggio di Wesley Crusher, c'è stato un periodo tra la fine dell'adolescenza e l'inizio dei vent'anni in cui ce l'avevo con Star Trek. Pensavo fosse ingiusto che persone che non mi avevano mai incontrato fossero così crudeli e odiose nei miei confronti solo perché non gli piaceva un personaggio che interpretavo in una serie televisiva, volevo lasciarmi Star Trek alle spalle e dimenticare che era mai stato parte della mia vita.»
Nel 1991 è uno dei cinque protagonisti del film Scuola di eroi. Tra il 2009 e il 2012, interpreta Colin Mason, un ruolo secondario in tre episodi della serie televisiva Leverage - Consulenze illegali (Leverage).
Tra il 2009 e il 2019 è tra i personaggi ricorrenti della popolare sitcom The Big Bang Theory, in cui interpreta sé stesso, quale attore protagonista di Star Trek, serie cult per i protagonisti della sitcom. Nella serie Wheaton è inizialmente una sorta di nemesi di Sheldon Cooper, che lo considera suo mortale nemico, per poi divenire parte del suo ristretto cerchio di amicizie.
Nel 2010 partecipa alla seconda stagione della web series The Guild nel ruolo di Fawkes, capo della gilda rivale. Tra il 2010 e il 2012 appare in dodici episodi della quarta e della quinta stagione della serie televisiva statunitense Eureka, nel ruolo del dottor Parrish.
Wil Wheaton pubblica settimanalmente TableTop, una webserie in cui ospita celebrità televisive e del web, giocando insieme a loro una partita ad un gioco da tavolo. La serie viene pubblicata sul canale YouTube Geek & Sundry.

## Vita privata
Wheaton ha sposato l'acconciatrice Anne Prince nel 1999 ed ha adottato i due figli che lei ha avuto da un precedente matrimonio. La famiglia vive a Pasadena.

## Filmografia parziale

### Attore

#### Cinema
- Hambone and Hillie, regia di Roy Watts (1983)
- La forza dell'amore (The Buddy System), regia di Glenn Jordan (1984)
- Giochi stellari (The Last Starfighter), regia di Nick Castle (1984)
- Ben E. King: Stand by Me - cortometraggio direct-to-video (1986)
- Stand by Me - Ricordo di un'estate (Stand by Me), regia di Rob Reiner (1986)
- La fattoria maledetta (The Curse), regia di David Keith (1987)
- Un amore rinnovato (She's Having a Baby), regia di John Hughes (1988)
- Scuola di eroi (Toy Soldiers), regia di Daniel Petrie Jr. (1991)
- December (1991)
- Nel nome dell'amicizia (The Liars' Club) (1993)
- Mr. Stitch, regia di Roger Avary (1995)
- L'eroe del cielo (Pie in the Sky), regia di Bryan Gordon (1996)
- Boys Night Out - cortometraggio (1996)
- Flubber - Un professore fra le nuvole (Flubber), regia di Les Mayfield (1997)
- Tales of Glamour and Excess (1997)
- Trekkies, regia di Roger Nygard (1997) - docufilm
- Fag Hag, regia di Damion Dietz (1998)
- Foreign Correspondents, regia di Mark Tapio Kines (1999)
- The Girls' Room, regia di Irene Turner (2000)
- Deep Core 2000 (Deep Core), regia di Rodney McDonald (2000)
- Speechless... - cortometraggio (2001)
- The Good Things - cortometraggio (2001)
- Jane White Is Sick & Twisted, regia di David Michael Latt (2002)
- Fish Don't Blink (2002)
- Star Trek - La nemesi (Star Trek: Nemesis), regia di Stuart Baird (2002) - Wesley Crusher
- Neverland, regia di Damion Dietz (2003)
- Americanizzando Shalini (Americanizing Shelley), regia di Lorraine Senna (2007)
- Star Trek the Tour - cortometraggio (2008)
- Loki and SageKing Go to GenCon - cortometraggio (2010)
- Rent-A-Pal, regia di Jon Stevenson (2020)
- In Search of Tomorrow, regia di David A. Weiner (2022) - docufilm

#### Televisione
- A Long Way Home, regia di Robert Markowitz – film TV (1981)
- CBS Afternoon Playhouse – serie TV, un episodio (1982)
- 13 Thirteenth Avenue – film TV (1983)
- Autostop per il cielo (Highway to Heaven) – serie TV, episodio 1x15 (1985)
- Fuga disperata (The Defiant Ones), regia di David Lowell Rich – film TV (1986)
- Long Time Gone – film TV (1986)
- A cuore aperto (St. Elsewhere) – serie TV, episodio 5x08 (1986)
- Disneyland – serie TV, un episodio (1987)
- Casa Keaton (Family Ties) – serie TV, episodio 5x25 (1987)
- S.O.S. Terra (The Man Who Fell to Earth), regia di Bobby Roth – film TV (1987)
- Star Trek: The Next Generation – serie TV, 85 episodi (1987-1994) - Wesley Crusher
- ABC Afterschool Specials – serie TV, un episodio (1989)
- Monsters – serie TV, episodio 3x08 (1990)
- Donna di piacere – film TV (1991)
- Lifestories: Families in Crisis – serie TV, un episodio (1992)
- I racconti della cripta (Tales from the Crypt) – serie TV, un episodio (1993)
- Sirens – serie TV, un episodio (1994)
- It Was Him or Us, regia di Robert Iscove – film TV (1995)
- Oltre i limiti (The Outer Limits) – serie TV, episodio 2x18 (1996)
- Gun – serie TV, un episodio (1997)
- Perversions of Science – serie TV, un episodio (1997)
- The Day Lincoln Was Shot, regia di John Gray – film TV (1998)
- Love Boat - The Next Wave (Love Boat: The Next Wave) – serie TV, episodio 1x03 (1998)
- Un detective in corsia (Diagnosis: Murder) – serie TV, episodio 6x06 (1998)
- Guys Like Us – serie TV, un episodio (1999)
- Chicken Soup for the Soul – serie TV, un episodio (1999)
- Python - Spirali di paura (Python), regia di Richard Clabaugh – film TV (2000)
- Invisible Man (The Invisible Man) – serie TV, episodio 1x18 (2001)
- Twice in a Lifetime – serie TV, un episodio (2001)
- Arena – serie TV (2002)
- Book of Days – film TV (2003)
- CSI - Scena del crimine (CSI: Crime Scene Investigation) – serie TV, episodio 5x17 (2005)
- Numb3rs – serie TV, episodio 4x09 (2007)
- Criminal Minds – serie TV, episodio 4x04 (2008)
- The Guild – serie TV (2009-2011)
- Leverage - Consulenze illegali (Leverage) – serie TV (2009-2012)
- The Big Bang Theory – serie TV, 17 episodi (2009-2019)
- Acquisitions Incorporated : PAX Prime 2010 D&D Game (2010) - Uscito in home video
- Eureka – serie TV (2010-2012)
- Sharknado 2 - A volte ripiovono (Sharknado 2: The Second One), regia di Anthony Ferrante – film TV (2014)
- Titansgrave: The Ashes of Valkana (2015)
- Critical Role – serie TV, episodi 1x20-1x21 (2015)
- Con Man – serie TV, 2 episodi (2015)
- Powers – serie TV, episodi 2x04-2x05-2x06 (2016)
- Dark Matter – serie TV, episodi 1x12-2x09 (2015-2016)
- Fantasy Hospital – serie TV (2016)
- Mystery Science Theater 3000: The Return – serie TV, un episodio (2017)
- Bill Nye Saves the World – show televisivo, un episodio (2017)
- Supergirl – serie TV, episodio 5x09 (2019)
- Star Trek: Picard – serie TV, episodio 2x10 (2021) - Wesley Crusher
- S.W.A.T. – serie TV, episodio 5x11 (2022)

### Doppiatore

#### Cinema
- Brisby e il segreto di NIMH (The Secret of NIMH), regia di Don Bluth (1982) - Martin
- Every Little Something by Dave, regia di David C. Lovelace - direct-to-video (2004) - Wil Wheaton
- Naruto Shippuden - L'esercito fantasma (Hajime Kamegaki), regia di Hajime Kamegaki (2007) - Taruho/Shizuku
- Star Trek, regia di J.J. Abrams (2009) - Romulano

#### Televisione
- Principe Valiant - serie animata, 4 episodi (1993) - Principe Michael/Re Michael
- Biography - serie TV, 1 episodio (2002) - Narratore
- The Zeta Project - serie animata, episodio 2x14 (2002)
- Super Robot Monkey Team Hyperforce Go! - serie animata, episodio 2x02 (2005) - Skurg
- Teen Titans - serie animata, 6 episodi (2003-2005) - Aqualad/Computer Geek
- Avatar - La leggenda di Aang (Avatar: The Last Airbender) - serie animata, episodio 2x14 (2006)
- Naruto - serie animata, episodi 1x213-1x214-1x215 (2006) - Menma
- Random! Cartoons - serie animata, episodio 1x24 (2007) - Kyle/Sir Horace
- Legion of Super Heroes - serie animata, 6 episodi (2007-2008) - Cosmic Boy
- Slayers (Sureiyâzu) - serie animata, episodio 5x02 (2009) - Hans
- Kurokami: The Animation - serie animata, 15 episodi (2009) - Yakumo
- Ben 10 - Forza aliena (Ben 10: Alien Force) - serie animata, 5 episodi (2008-2009) - Mike Morningstar/Darkstar
- I Griffin (Family Guy) - serie animata, episodi 7x11-8x21 (2009-2010) - Wil Wheaton/Attivista antiabortista
- Batman: The Brave and the Bold - serie animata, episodi 1x08-2x17 (2009-2010) - Ted Kord/Blue Beetle (Silver Age)
- Mobile Suit Gundam Unicorn - Il giorno dell'Unicorno (Kidô Senshi Gundam Unicorn) - miniserie animata (2010) - Aaron Terzieff

#### Videogiochi
- EverQuest II (2004) - Festus Septimus/Overseer Zerrin/Merchant William
- Ghost Recon 2 (2004) - David Foster/Pres. Aide 1
- Rainbow Six: Lockdown (2005)
- Grand Theft Auto: Liberty City Stories (2005) - Richard Burns
- Grand Theft Auto: Vice City Stories (2006) - Richard Burns/VCFL Caller
- Ghost Recon: Advanced Warfighter (2006)
- Ghost Recon: Advanced Warfighter 2 (2007)
- Grand Theft Auto IV (2008) - Alien
- Brütal Legend (2009) - Watt-R-Boys
- Ben 10: Alien Force - Vilgax Attacks (2009) - Darkstar
- Fallout: New Vegas (2010) - Robobrain
- Broken Age (2014) - Curtis
- Code Name: S.T.E.A.M. (2015) - Abraham Lincoln

## Discografia parziale

### Audiolibri
- 2007 - Hollywood Wiretapping
- 2009 - The Criminal Minds Production Diary
- 2011 - Ready Player One
- 2012 - Masters of Doom: How Two Guys Created an Empire and Transformed Pop Culture
- 2012 - Redshirts: A Novel with Three Codas
- 2013 - Just a Geek
- 2013 - Dancing Barefoot	Wil Wheaton
- 2013 - The Happiest Days of Our Lives
- 2013 - Dead Pig Collector (con Warren Ellis)
- 2014 - Homeland
- 2014 - What If? Serious Scientific Answers to Absurd Hypothetical Questions
- 2014 - Information Doesn't Want to Be Free: Laws for the Internet Age
- 2015 - Prepare to Meet Thy Doom: And More True Gaming Stories
- 2015 - Armada
- 2020 - The Martian
- 2020 - Ready Player Two

## Doppiatori italiani
Nelle versioni in italiano delle opere in cui ha recitato, Wil Wheaton è stato doppiato da:
- Nanni Baldini ne Il giovane Harry Houdini, Nel nome dell'amicizia, Flubber - Un professore tra le nuvole, Levarage - Consulenze illegali
- Stefano Crescentini in Star Trek: The Next Generation (solo ep. 7x11 e 7x20), Python - Spirali di paura
- Gianluca Tusco ne Il Libro di Dio, CSI - Scena del crimine[8]
- Mirko Mazzanti in The Big Bang Theory, Star Trek: Picard
- Daniele Carnini in Star Trek: The Next Generation
- Francesco Pezzulli in Stand by Me - Ricordo di un'estate
- Massimiliano Alto ne La fattoria maledetta
- Corrado Conforti in Scuola di eroi
- Fabrizio Manfredi in Lifestories - Famiglie in crisi
- Fabio Boccanera in Mr. Stitch - Pensieri residuali

Come doppiatore, viene sostituito da:
- Eleonora De Angelis in Brisby e il segreto di Nimh
- Alberto Bognanni in Teen Titans Go!
- Mirko Mazzanti in Star Trek: Lower Decks